# Église Sainte-Catherine la Grande Martyre
L'église Sainte Catherine la Grande Martyre est une église orthodoxe de Saint-Pétersbourg sur l'île Vassilievski.

## Histoire
Le jour de Noël 1809, l'ancienne église avec toute la sacristie et les ustensiles brûla. Pendant l'incendie, seule l'image de la grande martyre Catherine a été sauvée.
La nouvelle église orthodoxe Sainte-Catherine a été construite le 26 septembre 1811 par l'architecte Andrei Mikhailov II dans le « goût grec ». La construction a duré 12 ans en raison du déclenchement de la Campagne de Russie de 1812, lorsque l'afflux de dons a fortement diminué. L'église a été consacrée le 23 octobre 1823.
En 1861-1863, un clocher avec un réfectoire fut ajouté.
Après la révolution de 1917, le temple fut pillé et son dernier recteur, l'archiprêtre Mikhaïl Yavorski (gendre du hiéromartyr philosophe Ornatski) fut tué en 1937 dans un camp de concentration stalinien.

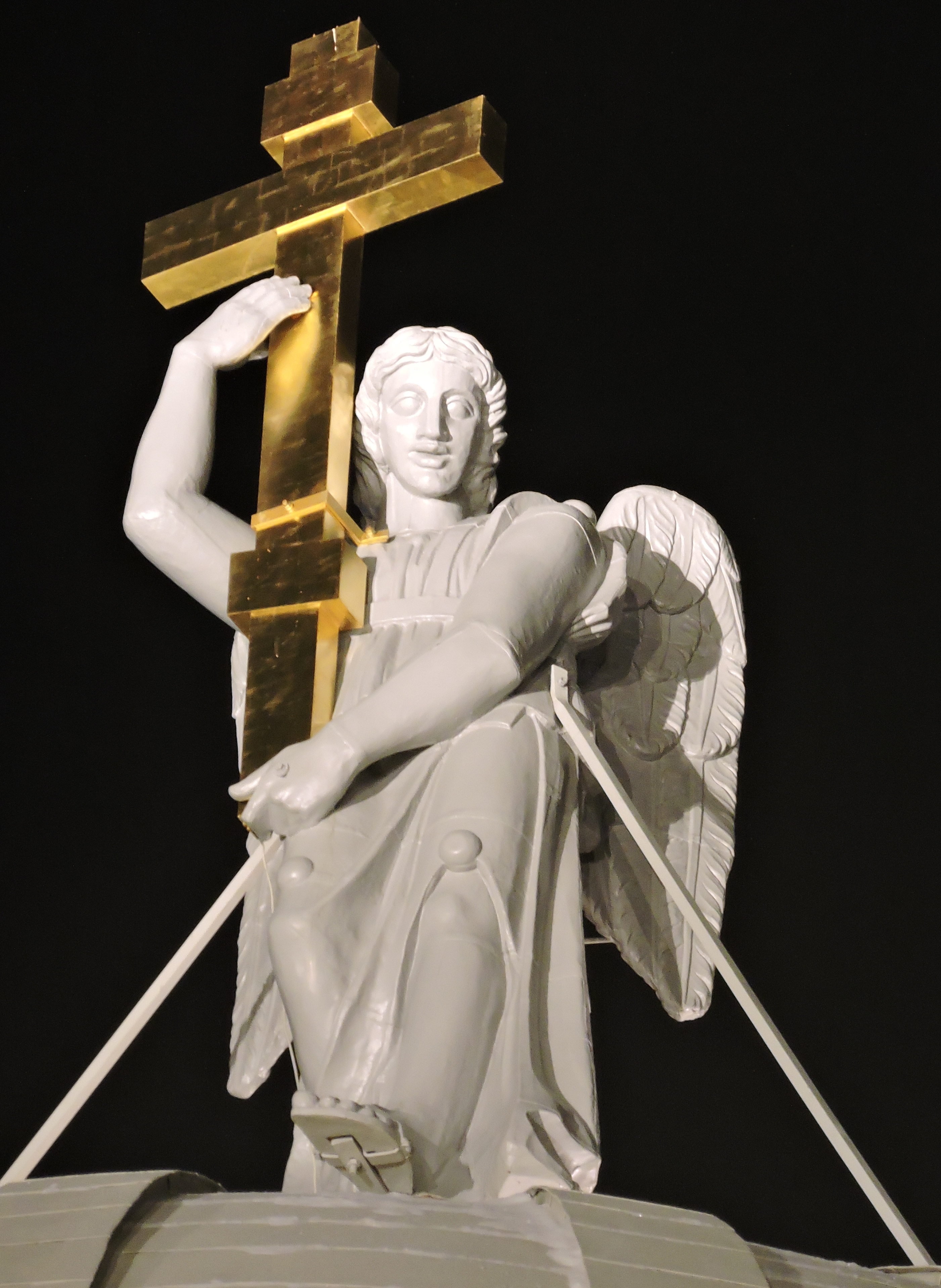
Ange sur le dôme

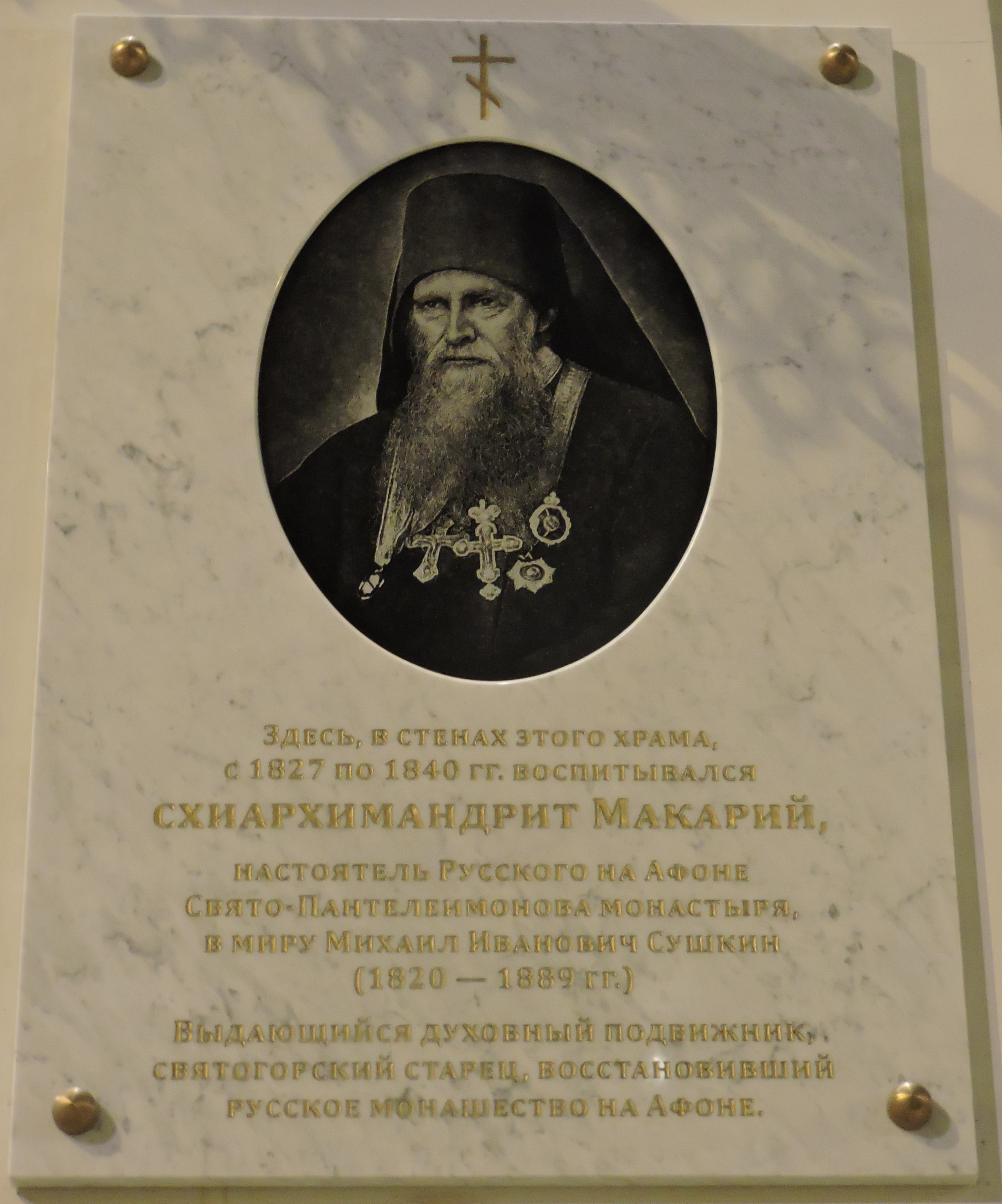
Schéma-Archimandrite Macaire (plaque commémorative à droite de l'entrée de l'église)

En décembre 1935, l'église est fermée. Lors du siège de Leningrad en juin 1942, des obus tombèrent sur la chapelle de l'église. La croix a été retirée des mains de l'ange couronnant le dôme. En 1953, le bâtiment reconstruit est protégé par l'État comme monument architectural et a été occupé par l'Institut de prospection géologique. La chapelle détruite pendant la guerre a été reconstruite en poste électrique.
En mars 1996, une partie du bâtiment a été restituée aux croyants. Le 1er décembre 2000, une croix dorée est érigée sur le clocher.
En 2004, la sculpture en bois délabrée d'un ange a été retirée du dôme pour restauration. Le 2 décembre 2017, une copie moderne d'un ange avec une croix dans les mains a été installée sur le dôme. Comme son prédécesseur, il est fabriqué en bois selon les dessins originaux conservés.